# 费利克斯·德拉霍塔
费利克斯·德拉霍塔（德語：Felix Drahotta，1989年1月1日—），德国男子赛艇运动员。他曾代表德国参加2008年、2012年和2016年夏季奥林匹克运动会赛艇比赛，其中2016年奥运会获得一枚银牌。